# Министр финансов Ирландии
Министр финансов Ирландии (ирл. Aire Airgeadais) — ирландский министр, несущий ответственность за все финансовые и денежные вопросы страны. Должностное лицо — глава Департамента финансов Ирландии, считается одним из самых важных членов Правительства Ирландии.

## Обзор

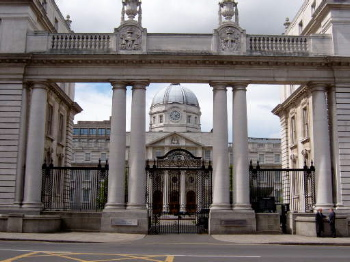
Здание министерства финансов, Дублин

Министр финансов — второй по значимости среди министров ирландского Кабинета. Он отвечает за все финансовые вопросы в республике Ирландия. В связи с важностью его работы, министр финансов должен быть членом Дойл Эрян. Некоторые министры, которые возглавляли министерство финансов, стали главами правительства Ирландии, включая Берти Ахерна и Брайана Коуэна

### Бюджет
Одним из наиболее важных аспектов работы министра является создание ежегодного бюджета, который объявляется в парламенте и, как правило, утверждается в первую среду декабря (хотя эта дата может быть изменена, например, бюджет’2009 был утвержден во вторник, 14 октября 2008 года, в связи с быстрым ухудшением состояния государственных финансов Ирландии в то время). В бюджете министр подробно описывает программу расходов правительства на предстоящий год. Бюджет состоит из следующих пунктов:
- финансовая отчетность в палате представителей,
- бюджетные меры (перечень бюджетных изменений с подробными затратами),
- бюджетные статистические данные и таблицы, и
- различные финансовые резолюции.

## Министры финансов с 1919 по нынешний день
исполнял обязанности министра финансов
| номер | Имя                                                      | Утверждение      | Отставка         | Партия                 | Партия |
| ----- | -------------------------------------------------------- | ---------------- | ---------------- | ---------------------- | ------ |
| 1.    | Эойн МакНейлл                                            | 22 января 1919   | 1 апреля 1919    | Шинн Фейн              |        |
| 2.    | Майкл Коллинз                                            | 2 апреля 1919    | 22 августаt 1922 | Шинн Фейн              |        |
| 3.    | Уильям Косгрейв (исполнял обязанности министра финансов) | 17 июля 1922     | 21 сентября 1923 | Шинн Фейн              |        |
| 4.    | Эрнест Блите                                             | 21 сентября 1923 | 9 марта 1932     | en:Cumann na nGaedheal |        |
| 5.    | Шон МакЭнти (1-й раз)                                    | 9 марта 1932     | 16 сентября 1939 | Фианна Файл            |        |
| 6.    | Томас О’Келли                                            | 16 сентября 1939 | 14 июня 1945     | Фианна Файл            |        |
| 7.    | Фрэнк Айкен                                              | 19 июня 1945     | 18 февраля 1948  | Фианна Файл            |        |
| 8.    | Патрик МакГиллиган                                       | 18 февраля 1948  | 13 июня 1951     | Фине Гэл               |        |
|       | Шон МакЭнти (2-й раз)                                    | 13 июня 1951     | 2 июня 1954      | Фианна Файл            |        |
| 9.    | Джелалд Свитмен                                          | 2 июня 1954      | 20 марта 1957    | Фине Гэл               |        |
| 10.   | Джеймс Райан                                             | 20 марта 1957    | 21 апреля 1965   | Фианна Файл            |        |
| 11.   | Джек Линч                                                | 21 апреля 1965   | 10 ноября 1966   | Фианна Файл            |        |
| 12.   | Чарльс Хоги                                              | 10 ноября 1966   | 7 мая 1970       | Фианна Файл            |        |
| 13.   | Джордж Колли (1-й раз)                                   | 9 мая 1970       | 14 марта 1973    | Фианна Файл            |        |
| 14.   | *Ричи Райан                                              | 14 марта 1973    | 5 июля 1977      | Фине Гэл               |        |
|       | *Джордж Колли (2-й раз)                                  | 5 июля 1977      | 11 декабря 1979  | Фианна Файл            |        |
| 15.   | *Майкл О’Кеннеди                                         | 12 декабря 1979  | 16 декабря 1980  | Фианна Файл            |        |
| 16.   | *Джен Фитзджералд                                        | 16 декабря 1980  | 30 июня 1981     | Фианна Файл            |        |
| 17.   | Джон Брутон (1-й раз)                                    | 30 июня 1981     | 9 марта 1982     | Фине Гэл               |        |
| 18.   | Рей МакШерри (1-й раз)                                   | 9 марта 1982     | 14 декабря 1982  | Фианна Файл            |        |
| 19.   | Алан Дюкс                                                | 14 декабря 1982  | 14 февраля 1986  | Фианна Файл            |        |
|       | *Джон Брутон (2-й раз)                                   | 14 февраля 1986  | 10 марта 1987    | Фине Гэл               |        |
|       | *Рей МакШерри (2-й раз)                                  | 10 марта 1987    | 24 ноября 1988   | Фианна Файл            |        |
| 20.   | Альберт Рейнольдс                                        | 24 ноября 1988   | 7 ноября 1991    | Фианна Файл            |        |
|       | Чарльс Хоги (исполнял обязанности министра финансов)     | 7 ноября 1991    | 14 ноября 1991   | Фианна Файл            |        |
| 21.   | Берти Ахерн                                              | 14 ноября 1991   | 15 декабря 1994  | Фианна Файл            |        |
| 22.   | Руайри Квин                                              | 15 декабря 1994  | 26 июня 1997     | Лейбористская партия   |        |
| 23.   | Чарли МакКриви                                           | 26 июня 1997     | 29 сентября 2004 | Фианна Файл            |        |
| 24.   | Брайан Коуэн                                             | 29 сентября 2004 | 7 мая 2008       | Фианна Файл            |        |
| 25.   | Бриан Ленихан                                            | 7 мая 2008       | 9 марта 2011     | Фианна Файл            |        |
| 26.   | Майкл Нунан                                              | 9 марта 2011     | 2017             | Фине Гэл               |        |

Звездочкой (*) указаны министры, которые были министром финансов и государственным министром одновременно.